# Dataverbinding
Een dataverbinding is een, meestal elektronische of optische, verbinding waarmee digitale gegevens worden verzonden. Een precieze definitie van het begrip is moeilijk te geven. Er wordt meestal van een dataverbinding gesproken als de verzonden gegevens digitaal in plaats van analoog zijn en de overdracht plaatsvindt over enige afstand door middel van elektrische signalen, radiogolven, magnetische golven, of licht (en dan met name via een afgesloten kanaal zoals een glasvezel). Voorbeelden zijn
- Ethernet (IEEE 802.3) (1 Gb/s)
- Wifi (IEEE 802.11)
- internetverbindingen via glasvezel
- mobiele netwerken zoals 4G
- ADSL (internet via telefoonkabels)
- kabelinternet (via de radio/televisiekabel)
- straalverbindingen

Gegevensoverdracht binnen een apparaat, zoals tussen de onderdelen van een computer, wordt meestal geen dataverbinding genoemd. Ook andere vormen van digitale gegevensoverdracht over lange afstand zoals vlaggensignalen en rooksignalen worden er niet onder verstaan.
Een dataverbinding kan virtueel zijn, dat wil zeggen dat ze gebruikmaakt van een of meer andere (fysieke) verbindingen. Een Virtueel Particulier Netwerk (VPN) bijvoorbeeld maakt gebruik van het internetprotocol, dat zelf weer gebruik kan maken van elke mogelijke onderliggende verbinding. Het spreekwoordelijke voorbeeld is de postduif, maar overdracht via spraak is een mogelijkheid die bij het testen van systemen niet helemaal ondenkbaar is. Er is dan nog steeds sprake van een (virtuele) dataverbinding, hoewel de onderliggende middelen niet zo genoemd zouden worden.
Wanneer een dataverbinding onderdeel is van een netwerk (zoals internet) dan spreekt men ook wel van een netwerkverbinding.